# رينات عبدولين
رينات عبدولين (بالروسية: Абдулин, Ренат Фоотович)‏ (مواليد 14 أبريل 1982 في الاتحاد السوفييتي) لاعب كرة قدم كازاخستاني دولي يجيد اللعب في خط الدفاع . يلعب حاليا لصالح نادي لوكوموتيف أستانا الكازاخستاني منذ 2009 .

## روابط خارجية
- رينات عبدولين على موقع الاتحاد الأوربي (الإنجليزية)
- رينات عبدولين على موقع قاعدة بيانات كرة القدم.إي يو (الإنجليزية)
- رينات عبدولين على موقع ناشيونال فوتبول تيمز (الإنجليزية)
- رينات عبدولين على موقع Soccerway.com (الإنجليزية)
- رينات عبدولين على موقع عالم كرة القدم.نت (الإنجليزية)